# شاعران متافیزیکی

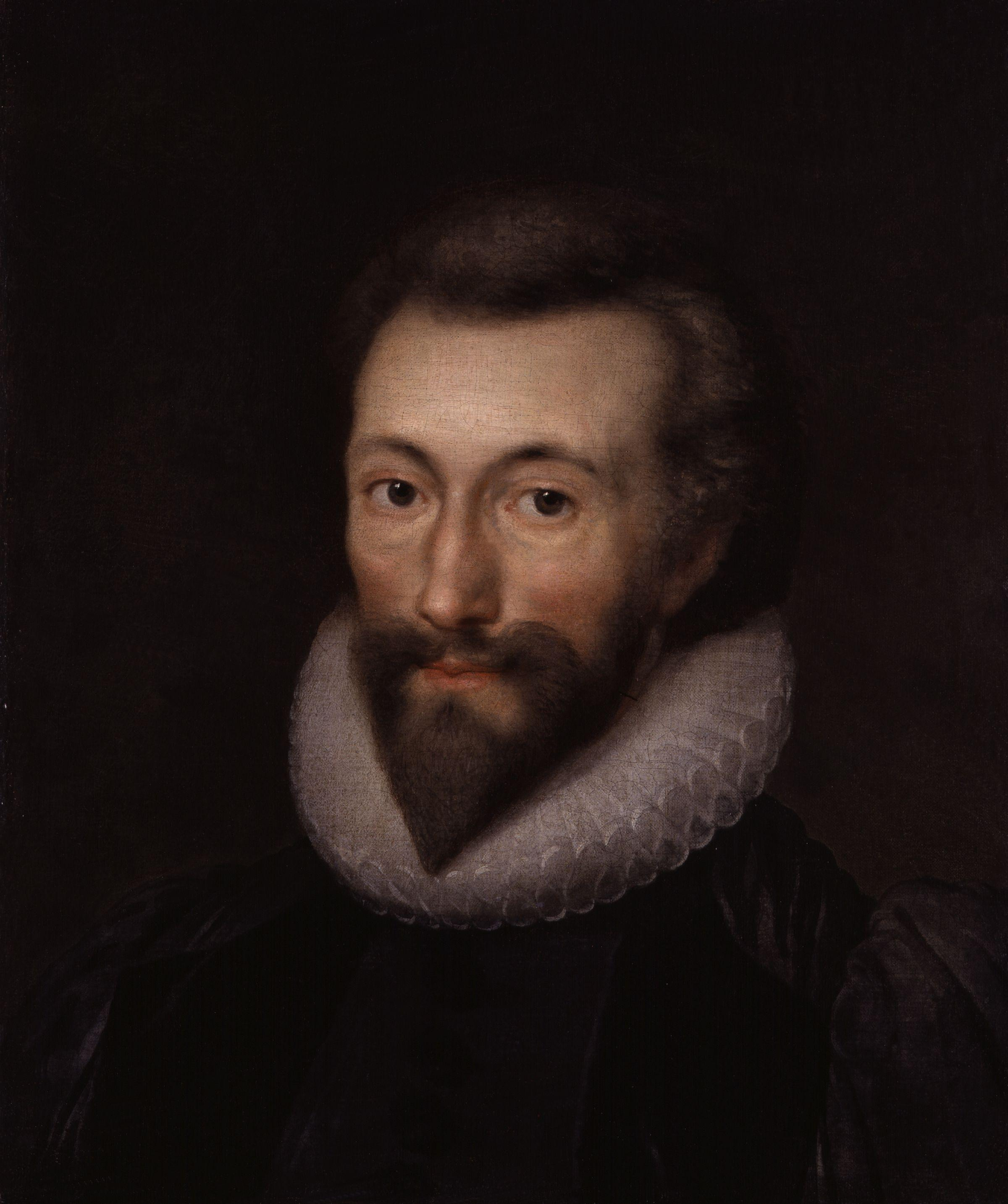
جان دان، شاعر برجستهٔ متافیزیکی

شاعران متافیزیکی (به انگلیسی: Metaphysical Poets) به گروهی از شاعران انگلیسی قرن هفدهم میلادی گفته می‌شود که از ویژگی‌های اصلی شعرشان کاربرد استعاره‌های بعید (به انگلیسی: Metaphysical Conceits) بود. این شعرا به‌طور رسمی با هم پیوند و ارتباطی نداشتند و بعضاً یکدیگر را نمی‌شناختند. شعر آن‌ها تحت تأثیر تغییرات زمانه و پیدایش علوم جدید است.

## منشأ نام

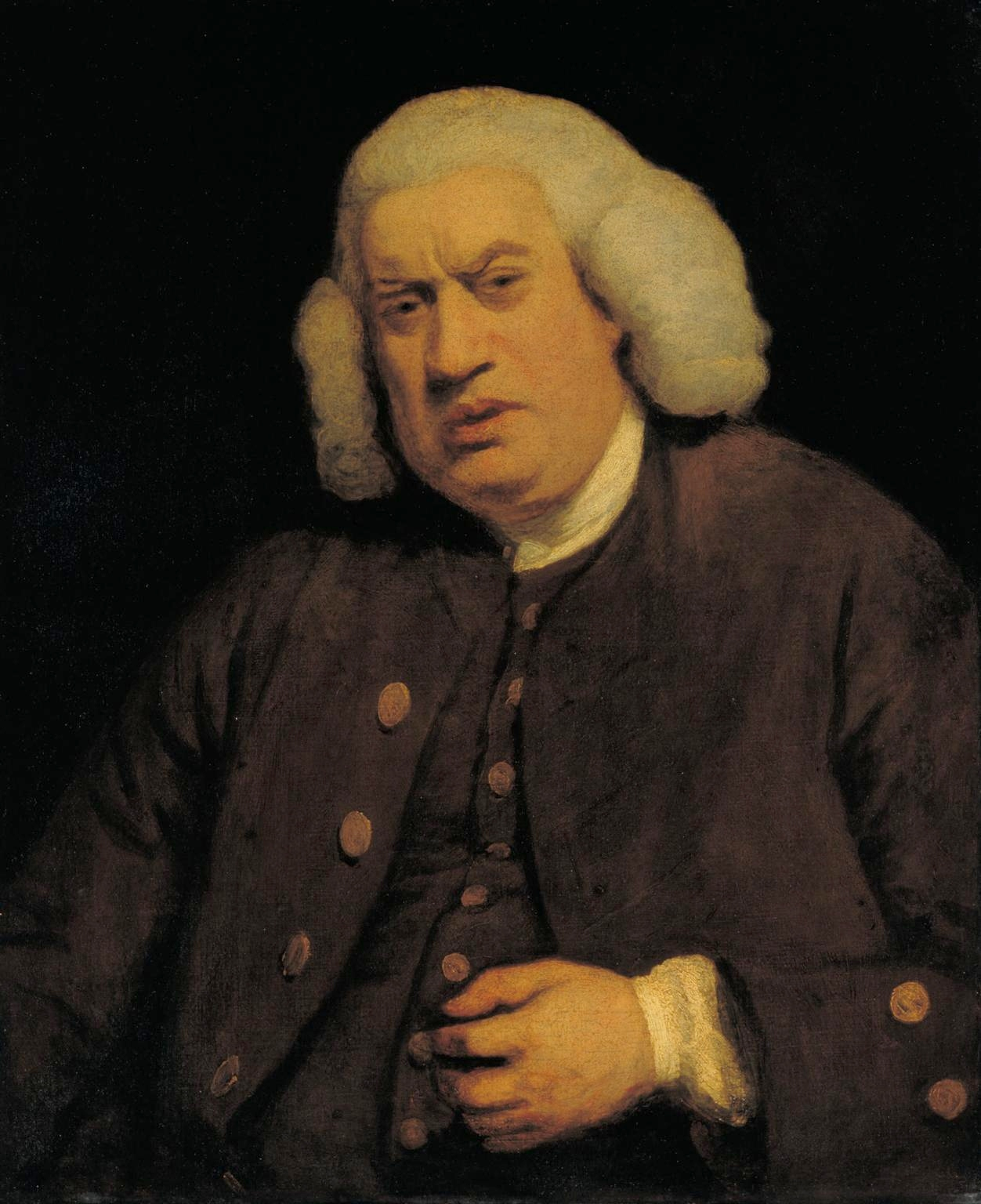
ساموئل جانسن

ساموئل جانسن (۱۷۰۹–۱۷۸۴ میلادی) شاعر و منتقد انگلیسی در کتاب زندگی شعرای برجسته انگلیسی که در سال ۱۷۸۱ میلادی منتشر کرد، برای نخستین بار صفت «متافیزیکی» را برای گروهی از شاعران به کار برد. البته جانسون از این واژه به کنایه استفاده کرد و منظورش این بود که این شاعران می‌خواهند در شعر خود، دانششان را به رخ بکشند.

## احیای شاعران متافیزیکی
برای سال‌ها شاعران متافیزیکی مهجور بودند و در گلچین‌های ادبی معتبر صحبتی از شعر آن‌ها نمی‌شد. اما در سال ۱۹۲۱ میلادی، تی. اس. الیوت شاعر برجسته انگلیسی مقاله‌ای با عنوان «شاعران متافیزیکی» منتشر کرد که موجب شد شاعران متافیزیکی و شعر آن‌ها پس از حدود سه قرن در محافل ادبی مورد توجه قرار گیرند. در این مقاله الیوت به نقد و بررسی سبک این شعرا پرداخت و به اهمیت این مکتب تأکید کرد. وی در این مقاله نظریه گسست شعور (به انگلیسی: Dissociation of sensibility) را مطرح کرد. بر اساس این نظریه نزد شاعرانی همچون دان و پیروانش کل شعور یعنی احساس و اندیشه پیوسته و یکپارچه بود به‌طوریکه اندیشه به طرزی صریح و حسی ابراز می‌شد. شاعران متافیزیکی ادراک را درونی می‌کردند و اندیشه را به احساس برمی‌گرداندند اما پس از انقلاب قرن هفدهم حس و اندیشه از یکدیگر جدا گشته و گسست شعور به وجود آمد.

## شاعران برجسته
- جان دان (۱۵۲۷–۱۶۳۱ میلادی)
- جرج هربرت (۱۵۹۳–۱۶۳۳ میلادی)
- اندرو مارول (۱۶۲۱–۱۶۷۸ میلادی)
- ریچارد کراشا (۱۶۱۳–۱۶۴۹ میلادی)
- هنری وُگان (۱۶۲۲–۱۶۹۵ میلادی)